# Maria Clementina d'Àustria (princesa hereva de Nàpols)
Maria Clementina d'Àustria   (Villa di Poggio Imperiale, 24 d'abril de 1777 - Nàpols, 15 de novembre de 1801) va ser una arxiduquessa d'Àustria i princesa d'Hongria i de Bohèmia amb el tractament d'altesa reial i imperial i la desena filla i tercera filla de Leopold II, emperador del Sacre Imperi Romanogermànic, i Maria Lluïsa d'Espanya. El 1797 es va casar amb el seu cosí germà, el príncep Francesc, duc de Calàbria, hereu dels regnes de Nàpols i Sicília. Era modesta, ben educada i amable, i es va fer popular al seu país d'adopció. Afectada per una salut fràgil, va morir de tuberculosi als vint-i-quatre anys. La seva única filla supervivent va ser la princesa Carolina, duquessa de Berry.

## Biografia
Nascuda a Poggio Imperiale, al Gran Ducat de Toscana, el dia 24 d'abril de 1777, essent filla de l'emperador Leopold II, emperador romanogermànic i de la infanta Maria Lluïsa d'Espanya. Maria Clementina era neta per via paterna de l'emperador Francesc I, emperador romanogermànic i de l'arxiduquessa Maria Teresa I d'Àustria; i pre via materna del rei Carles III d'Espanya i de la princesa Maria Amàlia de Saxònia.
El dia 25 de juny de 1797 contragué matrimoni amb el príncep i després rei Francesc I de les Dues Sicílies. Francesc exercia el títol de duc de Calàbria, propi dels hereus al tron napolità, i era fill del rei Ferran I de les Dues Sicílies i de l'arxiduquessa Maria Carolina d'Àustria. La parella tingué dos fills:
- SAR la princesa Maria Carolina de Borbó-Dues Sicílies, nada a Nàpols el 1798 i mort a Brunnsee el 1870. Es casà en primeres núpcies amb el príncep Carles de França a París el 1816. En segones núpcies amb el comte Ettore Carlo Lucchesi, príncep de Campofranco i duc della Grazia

- SAR el príncep Ferran Francesc de Borbó-Dues Sicílies, nat a Palerm el 1800 i mort a Palerm el 1801.aria Clementina morí a Nàpols el dia 15 de novembre de 1801 a l'edat de 24 anys. A la seva mort, el seu marit es casà amb la infanta Maria Isabel d'Espanya.